# Amina-primaria oxidasa
Las amina-primaria oxidasas son un grupo de enzimas que oxidan monoaminas primarias, pero que tienen poca o ninguna actividad sobre las diaminas.
Son enzimas de amplia especificidad y catalizan varias reacciones químicas de alta importancia biológica.

## Reacción catalizada
La reacción general es
Dentro de este tipo de reacciones, se pueden listar las siguientes:
- 2-feniletilamina + O
2 + H
2O → feinilacetaldehído + NH+
4 + H
2O
2

- aminoacetona + H
2O + O
2 → metilglioxal + NH+
4 + H
2O
2

- una amina alifática + H
2O + O
2 → un aldehído + NH+
4 + H
2O
2

- cadaverina + H
2O + O
2 → 5-aminopentanal + NH+
4 + H
2O
2

- una amina primaria[espacio periplasmático] + H
2O[espacio periplasmático] + O
2[espacio periplasmático] → un aldehído[espacio periplasmático] + NH+
4[espacio periplasmático] + H
2O
2[espacio periplasmático]

## Clasificación
Estas enzimas pertenecen a la familia de las oxidorreductasas, más específicamente a aquellas oxidorreductasas que actúan sobre grupos CH-NH
2 como donantes de electrones y con oxígeno como aceptor.

## Nomenclatura
El nombre sistemático de esta clase de enzimas es amina-primaria:oxígeno oxidorreductasa (desaminadora). Otros nombres de uso común incluyen:  amina-primaria oxidasa; amina oxidasa [ambiguo]; amina oxidasa (con cobre); amina oxidasa (con piridoxal) [incorrecto]; bencilamina oxidasa [incorrecto]; CAO [ambiguo]; cobre amino oxidasa [ambiguo]; Cu-amino oxidasa [ambiguo]; diamina oxidasa [incorrecto]; diamino oxhidrasa [incorrecto]; histamina deaminasa [ambiguo]; histamina oxidasa [ambiguo]; 
monoamino oxidasa [ambiguo]; monoamino oxidasa plasmática [ambiguo]; poliamina oxidasa [ambiguo]; amino oxidasa sensible a semicarbázida [ambiguo]; SSAO [ambiguo]

## Estructura y función
Pertenecen al grupo de las cuproproteínas, es decir, contienen cobre en su estructura y también una quinona (la 2,4,5-trihidroxifenilalanina quinona). A diferencia de las monoamino oxidasas (EC 1.4.2.4), estas son sensibles a la inhibición por reactivos con presencia del grupo carbonilo, tales como la semicarbazida. En algunos tejidos de mamíferos esta enzima funciona también como una proteína de adhesión vascular (VAP-1).
La amina-primaria oxidasa se encuentra emparentada con la diamino oxidasa una enzima con actividad diferente pero que anteriormente se clasificaba en la misma categoría (EC 1.4.3.6 - amino oxidasa con cobre), aunque actualmente esta categoría no se utiliza más. Ambas enzimas compartían el nombre de "histaminasa", aunque solo la diamino oxidasa tiene una verdadera actividad histaminasa. La amina-primaria oxidasa es sensible a la inhibición por reactivos con grupo carbonilo, tales como la semicarbazida. Lo que las distingue de la monoamino oxidasa (EC 1.4.3.4).